# 特任長官室
特任長官室（とくにんちょうかんしつ、Office of Minister for Special Affairs）は、大韓民国の政府組織法第17条によって、大統領が特別に指定する事務、または大統領の命を受けて国務総理が特別に指定する事務を遂行するために設置されていた機関。
特任長官室には、長官1人及び次官 1人を含めた41人の公務員が勤めていた。

## 組織

### 特任長官
特任長官は、国務会議参加対象者である国務委員にあたる。

### 次官
特任長官下に次官1名を置くが、次官は政務職とする。
長官を補助し、所管事務を処理して所属公務員を指揮・監督する。長官がやむを得ない理由で職務の遂行が不可能となった際は、その職務を代行する。

## 目的
与野党を超越した、国会と政府の間の円滑した疎通の為の努力及び国民統合と疎通の役割、社会的葛藤懸案を含んだ大統領が指定する事務を充実に遂行する。

## 歴代長官
- 初代:朱豪英
- 2代:李在伍

## 関連事項
- 大韓民国の政治